# Ciclina E2
Cyclin E2 es una proteína que en los humanos es codificado por el gen CCNE2. Es una ciclina que actúa en la fase G1 del ciclo celular cuya función depende de la unión a Cdk2. Es inhibida por p27 (Kip1) y p21 (Cip1). Desempeña un papel en la face G1/S del ciclo celular y también tiene interacciones putativas con las proteínas CDKN1A, CDKN1B, y CDK3. La expresión aberrante de la ciclina E2 puede conducir ciertas formas de cáncer.